# Hugo Atzwanger
Hugo Atzwanger (Feldkirch, 19 febbraio 1883 – Bolzano, 12 giugno 1960) è stato un artista austriaco.
Nato da una famiglia di artisti, Hugo Atzwanger si trasferì già durante l'infanzia con la famiglia a Bressanone, in Alto Adige, allora parte dell'Impero austro-ungarico. Studiò all'Accademia di Belle Arti di Monaco con Gabriel von Hackl e Wilhelm von Dietz. In seguitò approfondì gli studi a Berlino, per poi trasferirsi a Bolzano dopo la prima guerra mondiale. Pittore, illustratore e restauratore, Atzwanger è l'autore dell'affresco di una Adorazione dei Magi nel Cimitero Comunale di Oltrisarco, a Bolzano
. 
Dagli anni Venti del novecento si è occupato anche, da autodidatta, di fotografia.